# Promozione Emilia-Romagna 1979-1980
Nella stagione 1979-1980 la Promozione era sesto livello del calcio italiano (il massimo livello regionale). Qui vi sono le statistiche relative al campionato in Emilia-Romagna.
Il campionato è strutturato in vari gironi all'italiana su base regionale, gestiti dai Comitati Regionali di competenza. Promozioni alla categoria superiore e retrocessioni in quella inferiore non erano sempre omogenee; erano quantificate all'inizio del campionato dal Comitato Regionale secondo le direttive stabilite dalla Lega Nazionale Dilettanti, ma flessibili, in relazione al numero delle società retrocesse dal Campionato Interregionale e perciò, a seconda delle varie situazioni regionali, la fine del campionato poteva avere degli spareggi sia di promozione che di retrocessione.

## Girone A

### Squadre partecipanti
| Squadra                            | Città (provincia)             |
| ---------------------------------- | ----------------------------- |
| U.S. Alfonsinese                   | Alfonsine (RA)                |
| S.P. Argentana                     | Argenta (FE)                  |
| U.S. Baracca Lugo                  | Lugo di Romagna (RA)          |
| A.C. Bellaria Igea Marina          | Bellaria (RN)                 |
| A.S. Cervia                        | Cervia (RA)                   |
| U.S. Cesenatico                    | Cesenatico (FC)               |
| U.S. Comacchiese                   | Comacchio (FE)                |
| C.A. Faenza Sez.Calcio             | Faenza (RA)                   |
| A.C. Fratelli Arrigoni Santa Sofia | Santa Sofia (Italia) (RN)     |
| S.S. Gambettolese                  | Gambettola (FC)               |
| S.C. Medicinese                    | Medicina (BO)                 |
| U.S. Ravenna                       | Ravenna (RA)                  |
| Pol. Rivazzurra                    | Rivazzurra (RN)               |
| S.S. Sampierana                    | San Piero in Bagno (FC)       |
| A.S. Santarcangiolese              | Santarcangelo di Romagna (RN) |

### Classifica finale
|  | Pos. | Squadra              | Pt | G  | V  | N  | P  | GF | GS | DR  |
|  | ---- | -------------------- | -- | -- | -- | -- | -- | -- | -- | --- |
|  | 1.   | Santarcangiolese     | 46 | 28 | 20 | 6  | 2  | 55 | 17 | +38 |
|  | 2.   | Ravenna              | 43 | 28 | 17 | 9  | 2  | 39 | 13 | +26 |
|  | 3.   | Argentana            | 36 | 28 | 14 | 8  | 6  | 40 | 22 | +18 |
|  | 4.   | Bellaria Igea Marina | 31 | 28 | 9  | 13 | 6  | 27 | 18 | +9  |
|  | 5.   | Cesenatico           | 31 | 28 | 9  | 13 | 6  | 26 | 24 | +2  |
|  | 6.   | Faenza               | 29 | 28 | 11 | 7  | 10 | 31 | 30 | +1  |
|  | 7.   | Medicinese           | 28 | 28 | 10 | 8  | 10 | 26 | 32 | -6  |
|  | 8.   | Alfonsine            | 26 | 28 | 9  | 8  | 11 | 24 | 27 | -3  |
|  | 9.   | Comacchiese          | 25 | 28 | 6  | 13 | 9  | 33 | 41 | -8  |
|  | 10.  | Santa Sofia          | 23 | 28 | 8  | 7  | 13 | 28 | 33 | -5  |
|  | 11.  | Rivazzurra           | 23 | 28 | 5  | 13 | 10 | 29 | 40 | -11 |
|  | 12.  | Cervia               | 23 | 28 | 6  | 11 | 11 | 18 | 30 | -12 |
|  | 13.  | Sampierana           | 22 | 28 | 5  | 12 | 11 | 26 | 35 | -9  |
|  | 14.  | Gambettolese         | 22 | 28 | 6  | 10 | 12 | 24 | 37 | -13 |
|  | 15.  | Baracca Lugo         | 12 | 28 | 2  | 8  | 18 | 18 | 45 | -27 |

- Santarcangiolese ammesso alle finali, non promosso dopo i spareggi intergirone con Centese e Junior Goitese.

## Girone B

### Squadre partecipanti
| Squadra                 | Città (provincia)                   |
| ----------------------- | ----------------------------------- |
| F.C. Athletic Carpi     | Carpi (MO)                          |
| Calcio Bondenese        | Bondeno (FE)                        |
| S.S. Casalecchio        | Casalecchio di Reno (BO)            |
| A.C. Centese            | Cento (Italia) (FE)                 |
| U.P. Copparese          | Copparo (FE)                        |
| A.C. Crevalcore         | Crevalcore (BO)                     |
| F.C. Finale             | Finale Emilia (MO)                  |
| Formigine F.C.          | Formigine (MO)                      |
| Pol. Portuense          | Portomaggiore (FE)                  |
| U.S. San Felice         | San Felice sul Panaro (MO)          |
| C.S. Sant’Agostino      | Sant'Agostino (Terre del Reno) (FE) |
| U.S. Sassuolo Calcio    | Sassuolo (MO)                       |
| F.C. Savena-San Lazzaro | San Lazzaro di Savena (BO)          |
| U.S. Vignolese          | Vignola (MO)                        |

### Classifica finale
|  | Pos. | Squadra            | Pt | G  | V  | N  | P  | GF | GS | DR  |
|  | ---- | ------------------ | -- | -- | -- | -- | -- | -- | -- | --- |
|  | 1.   | Centese            | 36 | 26 | 12 | 12 | 2  | 31 | 13 | +18 |
|  | 2.   | Athletic Carpi     | 35 | 26 | 13 | 9  | 4  | 29 | 17 | +12 |
|  | 3.   | Finale Emilia      | 33 | 26 | 10 | 13 | 3  | 28 | 16 | +12 |
|  | 4.   | Sassuolo           | 32 | 26 | 11 | 10 | 5  | 35 | 18 | +17 |
|  | 5.   | Crevalcore         | 29 | 26 | 11 | 7  | 8  | 32 | 22 | +10 |
|  | 6.   | Savena San Lazzaro | 27 | 26 | 10 | 7  | 9  | 32 | 27 | +5  |
|  | 7.   | Vignolese          | 27 | 26 | 5  | 17 | 4  | 21 | 20 | +1  |
|  | 8.   | Bondenese          | 24 | 26 | 7  | 10 | 9  | 21 | 32 | -11 |
|  | 9.   | Formigine          | 23 | 26 | 6  | 11 | 9  | 18 | 20 | -2  |
|  | 10.  | Portuense          | 23 | 26 | 7  | 9  | 10 | 18 | 21 | -3  |
|  | 11.  | Sant'Agostino      | 23 | 26 | 6  | 11 | 9  | 23 | 35 | -12 |
|  | 12.  | San Felice         | 20 | 26 | 6  | 8  | 12 | 24 | 34 | -10 |
|  | 13.  | Casalecchio        | 19 | 26 | 3  | 13 | 10 | 18 | 33 | -15 |
|  | 14.  | Copparese          | 13 | 26 | 4  | 5  | 17 | 20 | 42 | -22 |

- Centese ammesso alle finali, promosso in Serie D dopo i spareggi intergirone con Santarcangiolese e Junior Goitese.

## Girone C

### Squadre partecipanti
| Squadra                   | Città (provincia)         |
| ------------------------- | ------------------------- |
| A.S. Audax Medesanese     | Medesano (PR)             |
| U.S. Brescello            | Brescello (RE)            |
| A.C. Correggese           | Correggio (RE)            |
| G.S. Felino               | Felino (PR)               |
| A.C. Gonzaga              | Gonzaga (MN)              |
| A.S. Guastalla            | Guastalla (RE)            |
| G.S. Junior Goitese       | Goito (MN)                |
| Ostiglia F.B.C.           | Ostiglia (MN)             |
| Pol. Pegognaga            | Pegognaga (MN)            |
| U.S. Reggiolo             | Reggiolo (RE)             |
| A.C. Sala Baganza         | Sala Baganza (PR)         |
| A.C. Salsomaggiore        | Salsomaggiore Terme (PR)  |
| A.C. San Secondo Parmense | San Secondo Parmense (PR) |
| Sporting F.C.             | Reggio Emilia (RE)        |
| S.C. Suzzara              | Suzzara (MN)              |

### Classifica finale
|  | Pos. | Squadra              | Pt | G  | V  | N  | P  | GF | GS | DR  |
|  | ---- | -------------------- | -- | -- | -- | -- | -- | -- | -- | --- |
|  | 1.   | Junior Goitese       | 41 | 28 | 17 | 7  | 4  | 47 | 18 | +29 |
|  | 2.   | Brescello            | 38 | 28 | 14 | 10 | 4  | 44 | 18 | +26 |
|  | 3.   | Reggiolo             | 37 | 28 | 12 | 13 | 3  | 29 | 14 | +15 |
|  | 4.   | Guastalla            | 36 | 28 | 12 | 12 | 4  | 39 | 20 | +19 |
|  | 5.   | Suzzara              | 35 | 28 | 11 | 13 | 4  | 21 | 15 | +6  |
|  | 6.   | Salsomaggiore        | 34 | 28 | 12 | 10 | 6  | 41 | 23 | +18 |
|  | 7.   | Sporting             | 30 | 28 | 7  | 16 | 5  | 29 | 24 | +5  |
|  | 8.   | Correggese           | 28 | 28 | 8  | 12 | 8  | 32 | 33 | -1  |
|  | 9.   | San Secondo Parmense | 23 | 28 | 7  | 9  | 12 | 22 | 40 | -18 |
|  | 10.  | Pegognaga            | 23 | 28 | 4  | 15 | 9  | 32 | 43 | -11 |
|  | 11.  | Ostiglia             | 23 | 28 | 5  | 13 | 10 | 18 | 28 | -10 |
|  | 12.  | Felino               | 21 | 28 | 7  | 7  | 14 | 27 | 32 | -5  |
|  | 13.  | Audax Medesanese     | 21 | 28 | 4  | 13 | 11 | 13 | 36 | -23 |
|  | 14.  | Sala Baganza         | 19 | 28 | 4  | 11 | 13 | 21 | 34 | -13 |
|  | 15.  | Gonzaga              | 11 | 28 | 0  | 11 | 17 | 17 | 54 | -37 |

### Spareggi promozione
- il 8-6-1980 Junior Goitese-Santarcangiolese 1-0 (a San Lazzaro di Savena)
- il 15-6-1980 Centese-Santarcangiolese 3-2 ( a Imola)
- il 22-6-1980 Junior Goitese-Centese 2-0 ( a Modena)

Classifica
- Junior Goitese 4
- Centese 2
- Santarcangiolese 0